# Консенсуальний договір
Консенсуальний договір — договір, який передбачає згоду сторін з усіх істотних умов. Консенсуальні договори вважаються укладеними з моменту досягнення згоди сторін. Передача речі, здійснення дій відбуваються з метою виконання їх. Більшість договорів є консенсуальними, наприклад, договір купівлі-продажу, договір підряду, договір комісії та ін.